# وحيدات الخلية الهيرمينيوسية النافورية
وحيدات الخلية الهيرمينيوسية النافورية (الاسم العلمي: Herminiimonas fonticola) هي نوع من البكتيريا، سلبية الغرام، تتبع جنس وحيدات الخلية الهيرمينيوسية.